# Mieczysław Korzec
Mieczysław Korzec (ur. 3 marca 1944 w Oświęcimiu) – polski lekkoatleta długodystansowiec.
Wystąpił w finale Pucharu Europy w 1967 w Kijowie w biegu na 10 000 m, gdzie zajął 5. miejsce.
Był mistrzem Polski na 10 000 m w 1967 oraz wicemistrzem w 1966, a także srebrnym medalistą w biegu przełajowym na 12 km w 1967.
W latach 1967–1969 wystąpił w trzech meczach reprezentacji Polski w biegu na 10 000 m, odnosząc 1 zwycięstwo indywidualne.
Rekordy życiowe Korca:
| Konkurencja      | Data i miejsce             | Wynik   |
| ---------------- | -------------------------- | ------- |
| bieg na 5000 m   | 15 maja 1969, Łódź         | 13:57,2 |
| bieg na 10 000 m | 17 września 1966, Warszawa | 29:29,0 |
| bieg maratoński  | 24 czerwca 1972, Cedynia   | 2:22:08 |

Był zawodnikiem Górnika Brzeszcze. Ma średnie wykształcenie techniczne. Był długoletnim pracownikiem kopalni "Brzeszcze", obecnie na emeryturze